# Панин, Александр Иванович
Александр Иванович Панин  (1694 — после 1757) — нижегородский губернатор в 1752–57 годах, действительный статский советник.

## Биография
Сын стольника Ивана Ивановича Панина, в 1708 году взят в денщики к царевичу Алексею Петровичу; в 1713 г. произведен в прапорщики в Тобольский пехотный полк, в 1714 г. — в подпоручики и переведен в «лейб-шквадрон», в 1720 г. переведен в Нарвский драгунский полк. В 1724 г. Панин был вызван для определения в драбанты, но не был определён.
В 1726 г. взят в кавалергарды, с производством в капитаны. При воцарении Анны Иоанновны подписал прошение о восприятии самодержавия, поданное императрице кн. И. Ю. Трубецким. В кавалергардах Панин прослужил до 1731 г., когда подал прошение об увольнении его от военной службы вследствие болезни. В 1734 г. Панин был назначен членом в Юстиц-коллегию; 22 сент. 1737 г. произведен в коллежские советники, с назначением членом в Малороссийский генеральный войсковой суд в Глухове, откуда 8 июня 1740 г., по прошению уволен в отставку, с награждением чином статского советника.
В 1753 г., 3 марта, Панин вновь поступил на службу, с назначением нижегородским губернатором, и 13 мая 1754 г. произведен в действительные статские советники. Он был организатором строительства в Нижнем огромного гостиного двора и торговых рядов на Макарьевской ярмарке. Помогал погорельцам села Городец искать деньги на их обустройство, подбирал среди молодых нижегородских дворян учеников для только что открытого Московского университета и двух гимназий. Возвращал на службу находящихся в самовольных отпусках нижегородских дворян, боролся с преступностью.
В 1753 году у Панина было три сына: старший Николай, 24-х лет, служил в Новгородском драгунском полку прапорщиком, средний Никита, 22-х лет- в Низовском пехотном полку подпоручиком и младший Иван, 18-и лет, в Преображенском полку капралом. У Панина были поместья в уездах: Козельском уезде Московской губернии (175 душ), Мещовском уезде Смоленской губернии (66 душ), Галичском уезде Костромской губернии (163 души) и Владимирском уезде Владимирской губернии (76 душ), всего 482 души крестьян.

## Источник текста
- «Сборник биографий кавалергардов» С. А. Панчулидзева.